# Gerygone mouki
Gerygone mouki е вид птица от семейство Acanthizidae.

## Разпространение
Видът е разпространен в Австралия.